# V
V, v 是拉丁字母中的第22个字母。

手寫體

就像F那样，在希腊语中，（Ypsilon）也来源于闪族语的Waw。伊特鲁里亚人在某种程度上简化了字母变成了V。它在伊特鲁里亚语中的发音是[u]；但是因为拉丁语缺乏表达[w]的字母，罗马人把V用来表达[w]和[u]。在罗曼昆中，V用来表达从[w]中发展而来的[v]，就像德语字母W，开始用于发像英语字母的音，但在后来在中高地德语（Middle High German）时代后变成发[v]音了。与此同时，V在德语中的发音用于表达与在英语中相同的发音，但是德语的Vau很快就再次用于表达[f]了（相同的情况现在可能正在荷兰发生）。

## 字符编码
| 字符编码 | ASCII | Unicode | EBCDIC | 摩斯电码 |
| -------- | ----- | ------- | ------ | -------- |
| 大写 V   | 86    | 0056    | 229    | ···-     |
| 小写 v   | 118   | 0076    | 165    | ···-     |

## 其他表示方法
| 北约音标字母 | 摩尔斯电码 |
| Victor       | ···–       |

|            |      |              |              | ⠧    |
| 國際信號旗 | 旗語 | 美国手语字母 | 英国手语字母 | 盲文 |

## 漢語拼音
由於英語不存在「ü」這個字母，所以大部份漢語拼音輸入法以「v」代替「ü」進行鍵入。這也導致翻譯人名時帶「ü」的名字被寫成「v」，如「呂」寫作了「Lv」；另外也存在寫成「Lu」的情況，與「陸」混淆。為解決這一問題，中華人民共和國自2012年5月15日新發的電子護照起，對姓名中的「ü」改寫成「yu」，如「呂」寫成「Lyu」，「女」寫成「Nyu」。
汉语拼音的“v”字母，一般代表方言的浊唇齿擦音。普通话无此音，因此不用於拼寫（並且是唯一不用於普通話拼寫的字母）。

## 参看

### V的變體
- [ʌ] 半開後不圓唇元音

### 其他字母中的相近字母
- （希腊字母 Upsilon）